# Berkoth
Berkoth là một xã ở huyện Bitburg-Prüm, trong bang Rheinland-Pfalz, phía tây nước Đức. Xã Berkoth có diện tích 7,18 km², dân số thời điểm ngày 30 tháng 6 năm 2006 là 87 người.